# Розсвіт (тижневик)
«Розсвіт» — тижневик (1916), згодом двотижневик полонених українців, вояків російської армії у таборі в Раштаті (Німеччина) у 1916 — 1918 pp.
Редактори — В. Сімович, Г. Петренко, П. Мороз.